# فيكرام باتناغار
فيكرام باتناغار (بالإنجليزية: Vikram Bhatnagar) هو رامي هندي. فاز بالميدالية الفضية في الفخ المزدوج مع راجافاردهان سينغ راثور في دورة ألعاب الكومنولث 2006. في هذه المسابقة تمكن من تسجيل نتيجة جيدة وساهم كثيرا في تحقيق الفريق الميدالية الفضية. وهو خريج ماجستير في إدارة الأعمال ولديه اهتمامات في الفنادق والإنشاءات كذلك. ابنته سوبياتا باتناغار وابنه فاردان باتناغار.

## روابط خارجية
- فيكرام باتناغار على موقع اتحاد ألعاب الكومنولث (مؤرشف) (الإنجليزية)